# Sint-Pauluskerk (Braunschweig)
De Sint-Pauluskerk (Duits: St. Pauli) vormt het middelpunt van het oostelijke ringgebied van de Nedersaksische stad Brunswijk. Het protestantse kerkgebouw werd van 1901 tot 1906 gebouwd onder leiding van de in Brunswijk werkzame architect Ludwig Winter.
Het neogotische godshuis werd als centraalbouw in de vorm van een grieks kruis gebouwd aan de toenmalige Kaiser-Wilhelm-Straße (tegenwoordig Jasperallee). In dezelfde stijl volgde het interieur dat werd overspannen met kruisribgewelven.
Tijdens de Tweede Wereldoorlog werd de stad Brunswijk herhaaldelijk gebombardeerd. De hevigste bombardementen kreeg de stad op 15 oktober 1944 te verduren. Ook de Sint-Pauluskerk werd zwaar getroffen, waarbij de hoge neogotische torenspits afbrandde. Tot op heden heeft er geen wederopbouw van de spits plaatsgevonden. De spitsen van de twee flankerende hoektorentjes werden naderhand eveneens afgevlakt.
Na de oorlog werd het interieur sterk gewijzigd. Van bijzonder belang zijn tegenwoordig de mozaïeken in het koor van vooraanstaande protestantse leiders en theologen. Ook het orgel en de kansel bleven van de oorspronkelijke inrichting bewaard.